# Aleksiej Majłow

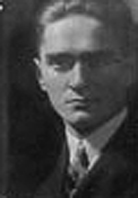
Aleksiej Majłow

Aleksiej Pietrowicz Majłow, ros. Алексей Петрович Майлов (ur. 1909 w Saratowie, zm. 21 października 1933 we Lwowie) – rosyjski funkcjonariusz służb specjalnych ZSRR (INO NKWD).

## Życiorys
W 1926 r. wstąpił do komsomołu. W 1928 r. ukończył technikum przemysłowe, po czym pracował w Gostorgie w Saratowie.
Od 1931 r. był członkiem Wszechzwiązkowej Partii Komunistycznej (bolszewików). W tym samym roku został zmobilizowany do Armii Czerwonej. Objął dowództwo plutonu piechoty w składzie Specjalnej Armii Dalekowschodniej. We wrześniu 1933 r. został zdemobilizowany, po czym znalazł pracę w Narkomacie Spraw Zagranicznych ZSRR. Wkrótce skierowano go do Lwowa w Polsce, w charakterze kuriera ochrony miejscowego konsulatu generalnego. Faktycznie był zakonspirowanym funkcjonariuszem wywiadu sowieckiego INO NKWD. 21 października tego roku został zastrzelony w gmachu konsulatu przez ukraińskiego działacza narodowego Mykołę Łemyka.